# Ibotirama

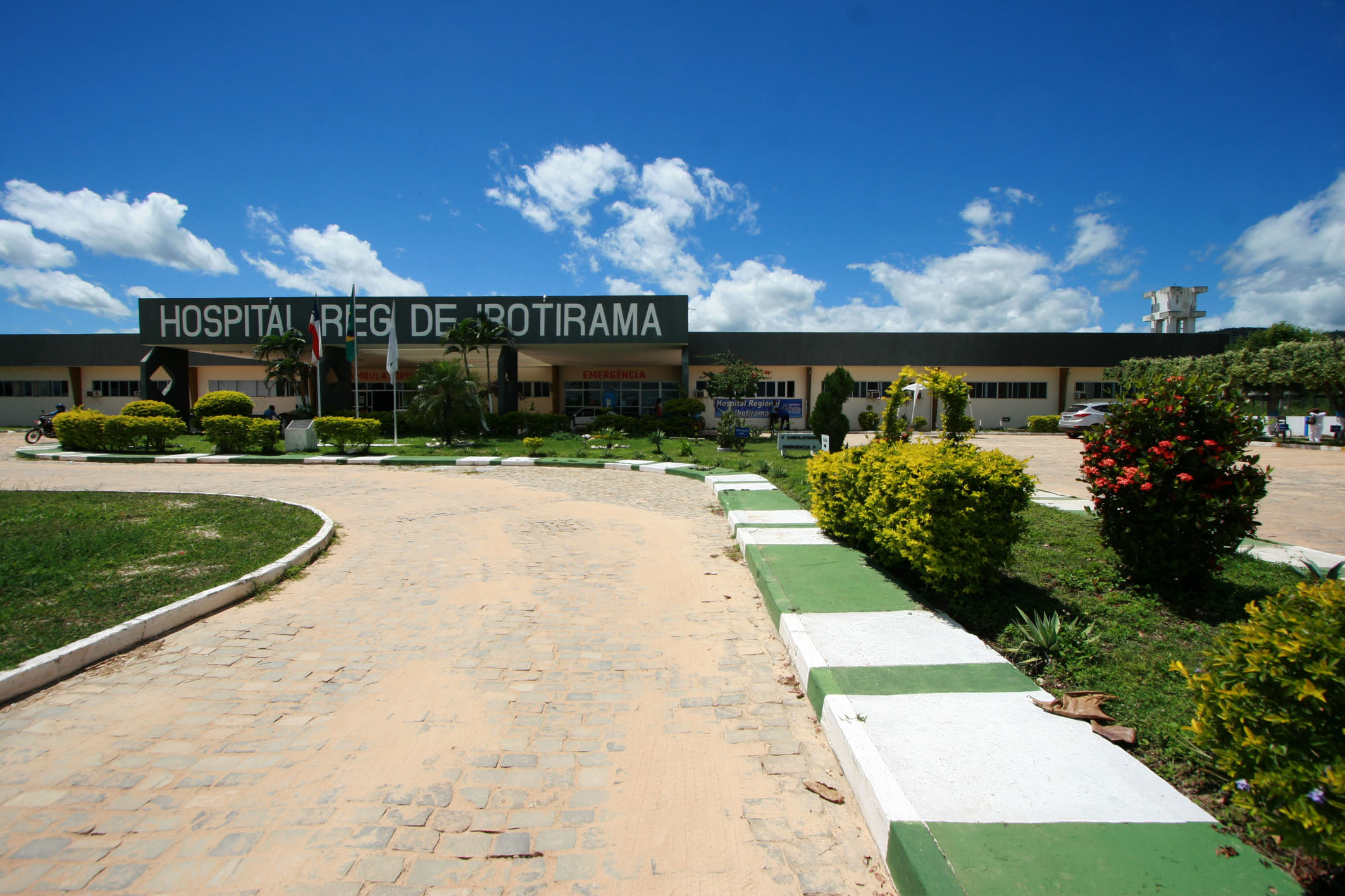
Hospital Regional de Ibotirama.Autora: Carol Garcia / AGECOM

Ibotirama es una ciudad y municipio situado en el Oeste del Estado de Bahía, en Brasil.

## Etimología
Su nombre, en lenguaje indígena significa tierra de muchas flores.

## Datos básicos
- Se convierte en ciudad en 1958.
- Altura sobre el nivel del mar: 419 m.
- Población: 34.008 habitantes.
- Área total: 1.470 km².
- Densidad de población: 17,73 hab/km².
- Código postal: 47520-000
- Está situada en el centro de la región del río San Francisco. El mayor río de esta región pasa por la ciudad y en ella se ha construido recientemente un puente para atravesarlo.

## Límites
Su área limita al norte con Morpará, al sur con Paratinga, al este con Oliveira dos Brejinhos y al oeste con Muquém do São Francisco.

## Comunicaciones
Ibotirama está a travesada por la Br-242, que conecta Brasilia con Salvador de Bahía y por la y Ba 162, que la une con Bom Jesus da Lapa. La distancia entre la ciudad y la capital del estado es de 668 km.

## Clima
El término municipal de Ibotirama es semiárido, con vientos secos durante la estación seca que se hacen más intensos durante los meses de agosto y septiembre. La estación lluviosa se prolonga de noviembre a marzo. En esta estación el clima es muy húmedo y cálido, y se torna desapacible. La media de las temperaturas varía entre los 35° y los 45°. Durante la estación seca y debido sobre todo a las risas nocturnas, el clima se vuelve más agradable. La media de las precipitaciones varía entre 500 y los 600 mm.
- Datos: Q1761863
- Multimedia: Ibotirama / Q1761863